# 甲麻黄碱
甲麻黄碱（英語：Methylephedrine），曾用名甲基麻黄碱，是一种用于治疗咳嗽和鼻塞的拟交感神经药。包括日本在内的世界各地，甲麻黄碱在多种非处方咳嗽和感冒药中被使用。在化学上，甲麻黄碱是一种被取代的苯丙胺，并与麻黄碱密切相关。
甲麻黄碱于1927年从麻黄属中分离出来，它作为一种生物碱天然存在于麻黄属植物中，包括草麻黄、双穗麻黄等。

## 副作用
据报告，与甲麻黄碱使用相关的罕见副作用包括心脏衰竭和中风。甲麻黄碱在猴子身上表现出正强化效应，这是一种成瘾性和物质滥用潜力的指标。

## 药理学

### 药效学
甲麻黄碱是一种拟交感神经药和麻黄碱样药物
。麻黄碱及其相关药物是去甲肾上腺素释放剂，因此可作为间接拟交感神经药。与此相关，甲麻黄碱可刺激α和β肾上腺素受体。该药物具有支气管扩张和抗鼻塞作用。
外消旋甲麻黄碱对多巴胺轉運體（DAT）的占据情况已被研究。

### 药代动力学
甲基麻黄碱代谢为麻黄碱和苯丙醇胺。24小时后，33%至40%药物以原形由尿液排泄，15%以甲麻黄碱-N-氧化物的形式排出，8%以麻黄碱的形式排出。

## 化学
甲麻黄碱，化学名(1R,2S)-β-羟基-N,N-二甲基-α-甲基-β-苯乙胺和(1R,2S)-β-羟基-N,N-二甲基苯丙胺，是一种苯乙胺衍生物和苯丙胺衍生物。它是麻黄碱（化学名(1R,2S)-β-羟基-N-甲基苯丙胺）的N-甲基化衍生物。
与甲麻黄碱的一种密切相关的化合物和立体异构体是甲基偽麻黃鹼。另一种相关的结构类似物是二甲基苯丙胺（N,N-二甲基苯丙胺），据说它是甲基苯丙胺和/或苯丙胺的前体药物。其他结构类似物包括乙非君（乙基麻黄碱）和桂美君（肉桂基麻黄碱）
。
甲基麻黄碱的实验分配系数为2.47，其预测分配系数范围为1.7至1.74之间。
在有机化学中，甲麻黄碱被用作手性拆分剂和手性辅助电解质、相转移催化剂和还原剂的前体。

## 社会与文化

### 名称
甲麻黄碱的商品名包括Metheph、Methy-F、Tybraine等。

### 娱乐用途
与麻黄碱相似，甲麻黄碱可能也存在滥用潜力。盐酸甲麻黄碱是日本非处方止咳药BRON的四种活性成分之一（另外三种为磷酸二氢可待因、马来酸氯苯那敏和无水咖啡因）。BRON有滥用报告，但是其成瘾性主要归因于二氢可待因成分。
存在一例甲麻黄碱成瘾的报告。

### 体育运动
甲基麻黄碱被列入世界反兴奋剂机构的禁止清单。